# Eötvös Ignác (politikus, 1786–1851)
Vásárosnaményi báró Eötvös Ignác (Sály, 1786. február 25. – Velence, 1851. augusztus 21.) bölcseleti és jogi doktor, császári és királyi kamarás, magyar királyi udvari alkancellár, valóságos belső titkos tanácsos és főpohárnokmester. Fia Eötvös József író, politikus, unokája Eötvös Loránd fizikus, miniszter.

## Élete
Eötvös Ignác (1763–1838) báró és négyesi Szepessy Mária (1767–1833) bárőnő egyetlen fiaként született a borsodi kis faluban, Sályon. Több Szepessy birtokhoz hasonlóan édesanyja révén jutott ez a falu is az Eötvös család kezére.
Középiskoláit, majd bölcseleti és jogi egyetemi tanulmányait Budán végezte. 1802-ben bölcseleti, 1804-ben pedig egy I. Ferenc pártfogása alatt tartott nyilvános vitatkozás után jogi doktorrá avatták. A király 1804. szeptember 1-jén kelt saját kezű iratában adta meg az engedélyt atyja érdemeire hivatkozva. Ez alkalommal az uralkodót gróf Széchényi Ferenc magyar királyi főkamarás képviselte királyi biztosként; a vitatkozó, akkori szokás szerint, tételeihez Pray György De sigillis regum et reginarum („Királyok és királynék pecsétjei”) című munkáját csatolta s osztotta szét.
Karrierje a Pest vármegyei tiszteletbeli aljegyzőséggel kezdődött, később a magyar királyi udvari kamara fogalmazója, titkára és előadó tanácsosa lett. 1826-ban a magyar királyi udvari kancelláriának előadó udvari tanácsosa és Sáros vármegye főispáni helytartója, majd 1827-ben tényleges főispánja lett. 1830-ban udvari másodkancellárrá és belső titkos tanácsossá lépett elő. 1831-ben teljhatalmú királyi biztosként ő vezette a felvidéki kolerafelkelés leverését. 1834-ben a Heves vármegyei tisztújítási mozgalmak megvizsgálására királyi biztossá, 1836-ban pedig királyi főtárnokmesterré nevezték ki. Méltóságáról 1841-ben lemondott.

## Családja
Eötvös Ignác kétszer is megházasodott. Első felesége, Fáy Konstancia fiatalon, még gyermektelenül elhunyt. Eötvös Ignác második feleségéül Anne von der Lilien (1786–1858) palotahölgyet választotta; a menyasszony szülei báró Lilien József (1753–1828), nagybirtokos, és muraszombati, széchyszigeti és szapári gróf Szapáry Julianna (1759–1788) asszony voltak. Öt közös gyermekük született, közülük három érte meg a felnőttkort:
- Mária (1809–1809)
- Júlia (1812–1880), férje: Vieregg Károly (1798–1864)
- József (1813–1871), író, vallás- és közoktatásügyi miniszter; neje: barkóczi Rosty Ágnes (1825–1913)
- Dénes (1817–1878)
- János (1818–1820)

## Művei
- Sermo ill. dni l. b. Ignatii jun. Eötvös de Vásáros-Namény neo installati comitatus Sárosiensis supremi comitis die 17. Sept. 1827. in l. r. civitate Eperjes. Cassoviae. (Sermones c. gyűjteményben.)
- Beszéde, melyet Sáros megyei karok és rendekhez 1835. Mindszent hava 20. végzett tiszt építő széknek lefolyta alatt tartott. Eperjes, 1836.
- Die Einkünfte des Schatzes im Königreiche Ungarn. Ofen, 1846. (Névtelenül.)
- Ungarns gegenwärtiger und zukünftiger Nationalreichthum. Uo. 1847. (Névtelenül.)

Latin beszéde, melyet prokancellari hivatalába beiktatásakor 1830. jan. 31. mondott, kézirata a budapesti Egyetemi Könyvtárba került.
Arcképe rézmetszetben Lütgendorf F. bárótól 1827-ből a Spiegel 1835. 21. számához van mellékelve.